# Sophia Agnes von Langenberg
Sophia Agnes von Langenberg (* 1597 oder 1598; † 30. Januar 1627 in Lechenich) war eine Nonne (Klarissin) im Kloster St. Klara in Köln und wurde als Hexe hingerichtet.
Sophias Weg von einer als „lebende Heilige“ Verehrten zu einer als Hexe zum Tode Verurteilten erlangte überregionale Aufmerksamkeit.

## Geschichte

### Eintritt ins Kloster

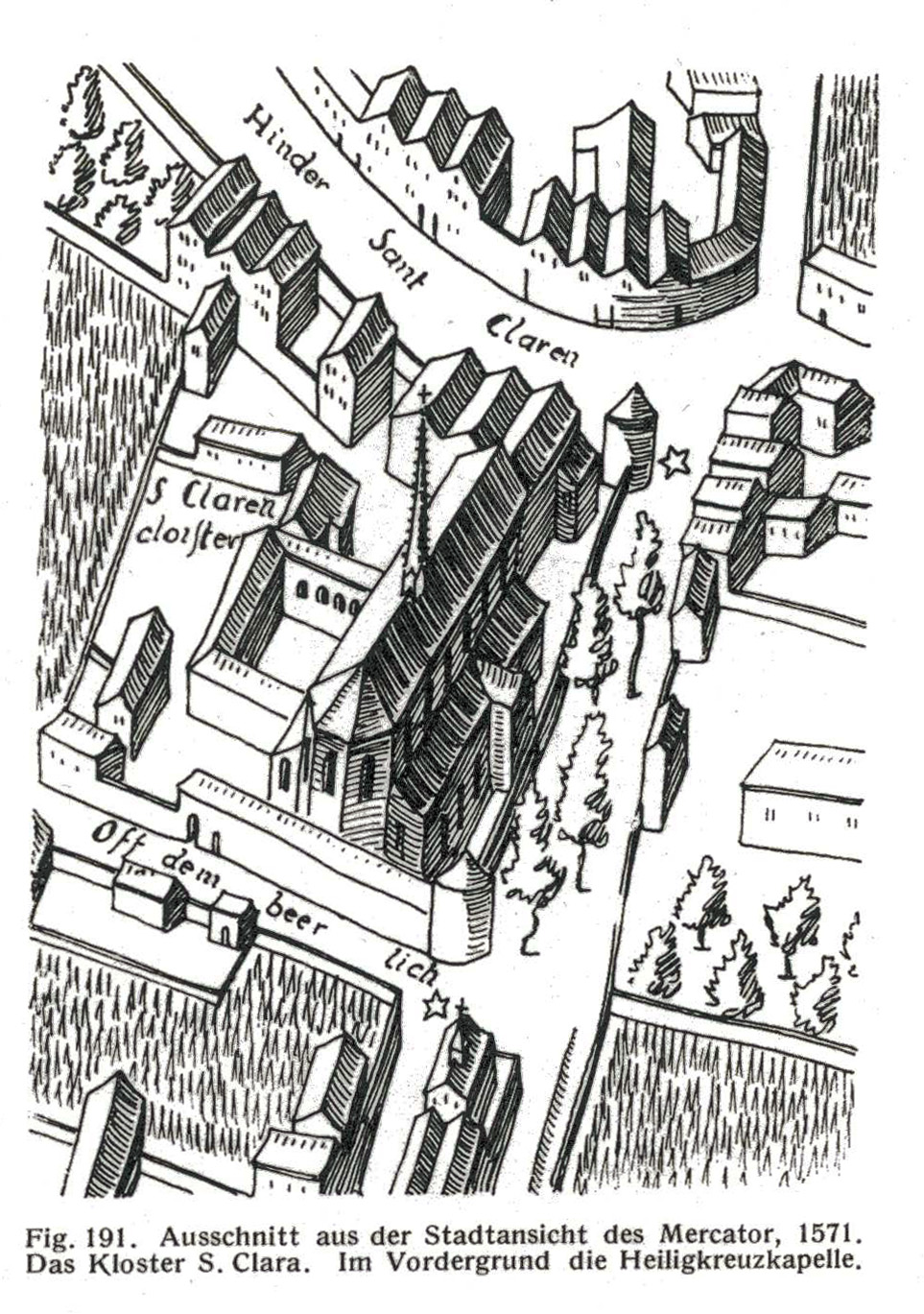
Kloster und Kirche Sankt Clara, Köln. Mercatorplan 1571

Sophia war eine Tochter des Nikolaus von Langenberg aus Wipperfürth und der Gertrud Degener. Im Jahre 1614 trat sie in das Kloster St. Klara in Köln ein. 1615, mit etwa 17 Jahren, legte sie ihre Profess ab.
In den ersten Jahren als Klarissin führte sie ein asketisches Leben nach den Idealen der Franziskaner, wozu die besondere Verehrung der Eucharistie, die kontemplative Betrachtung des Leidens Christi und der Wunsch, mit Christus zu leiden, gehörten.
Sophia stand in Köln im Ruf einer lebenden Heiligen, deren fürbittendes Gebet andere Menschen zu heilen vermochte. Dieser Ruf wurde von ihrem Beichtvater, einem Franziskanerpater, verbreitet. Er verfasste eine Biografie, in der er die Heiligkeit Sophias zu begründen versuchte.

### Aufzeichnungen des Franziskanerpaters
Während ihrer langen schweren Krankheit in den Jahren 1621/22, die sie an die Schwelle des Todes führte, hatte sie nach ihren eigenen Aussagen eine Reihe von Visionen. In einem von ihrem Beichtvater ab August 1621 bis April 1622 geführten Tagebuch wurden Sophias Visionen als Jenseitsreisen dargestellt, auf denen sie von Christus ihre Berufung erhielt, in ihr irdisches Leben zurückzukehren und geduldig zu leiden, nicht so sehr für ihre Sünden als für die Sünden der Welt und für die christliche Kirche. Er werde dann ihre Bitten für das Heil ihrer Nächsten erhören. Der sie betreuende Pater und Vertraute berichtete auch über Sophias Schilderungen, dass sie erfolgreiche Abwehr gegen die Versuchungen des Teufels, der ja Heilige in der Nachfolge Christi ausgesetzt seien, geleistet habe.
In diesen Aufzeichnungen wurden Klagen der Sophia wiedergegeben, die sich mit dem ihrer Ansicht nach „betrübten Stand der Christenheit“ befassten, den sie auf das Versagen der Kirchenoberen und auch auf die – gemessen am geistigen Armutsgebot des Ordensgründers – zu hohe Bildung führender Franziskaner zurückführte. Sie prophezeite den Menschen den Zorn Gottes, sollten sie nicht die geforderte radikale Umkehr vollziehen.
Ihr Ruf als „lebende Heilige“ wurde noch gefestigt, nachdem im Februar 1622 eine Nonne der St.-Vinzenz-Klause auf Sophias Fürbitte hin von einem schmerzhaften Beinleiden plötzlich genesen war.

### Maßnahmen des päpstlichen Nuntius
Erste Zweifel an ihrer Heiligkeit äußerte der päpstliche Nuntius Pietro Francesco Montoro in Köln. Er konfiszierte die von ihrem Beichtvater verfasste Biografie und Tagebuchaufzeichnungen über das Leben Sophias und sandte sie nach Rom.
Als im April 1622, am Ostersonntag, ein Kruzifix in Sophias Zelle plötzlich zu bluten begann, sahen die Franziskaner dies als Mirakel an. Montoro untersagte den Franziskanern eine öffentliche Bekanntmachung der Erscheinung.
Der von ihm ernannten Untersuchungskommission blieben Zweifel an der Echtheit des Wunders. Grund zur Annahme einer möglichen teuflischen Täuschung gaben Sophias bekannt gewordene dämonische Versuchungen und ihre Herkunft. Ihr Vater war der Berater eines protestantischen Fürsten, ihrer Mutter wurde eine Verwicklung in Zauberei nachgesagt.
Nach der Untersuchung wurde das konfiszierte Kruzifix auf Anordnung des Nuntius aus dem Kloster entfernt.
In der Folge beanstandete der Nuntius in seinen Berichten an die Kurie in Rom die liberale Handhabung der klösterlichen Klausur. Im Fall der Sophia sah er die Problematik ihrer dämonischen Versuchungen in Zusammenhang mit den ungehinderten Besuchen des sehr jungen Beichtvaters und unterband 1622 diesen Kontakt.

### Untersuchungen und Zuständigkeiten
Wie an vielen Orten gab es in dieser Zeit auch in dem Kölner Franziskanerinnenkloster St. Klara mehrere Fälle angeblicher Besessenheit. Bei dem von den Franziskanern ausgeübten Exorzismus bezichtigten die „besessenen“ Nonnen Sophia, sie verhext zu haben.
So eskalierte der zum Fall Sophia von Langenberg gewordene Streit zu einem Machtkampf zwischen dem päpstlichen Nuntius einerseits und dem Kurfürsten und Erzbischof von Köln andererseits um die Oberaufsicht in den Franziskanerkonventen. Nach päpstlichen Privilegien unterstanden die Franziskaner nicht der erzbischöflichen Jurisdiktion. Generalvikar Johannes Gelenius, der 1626 im Auftrag des Kurfürsten Ferdinand eine erneute Untersuchung des vier Jahre zurückliegenden „Mirakels“ forderte, berief sich gegenüber dem neu ernannten Nuntius Pier Luigi Carafa darauf, dass nach kirchlichem Recht Wunder vom Bischof auf Echtheit zu überprüfen seien. Der Nuntius gestattete, das Mirakel des blutenden Kreuzes zu untersuchen, ohne zu ahnen, dass damit eine Welle von Hexenprozessen ausgelöst werden würde.

### Inhaftierung

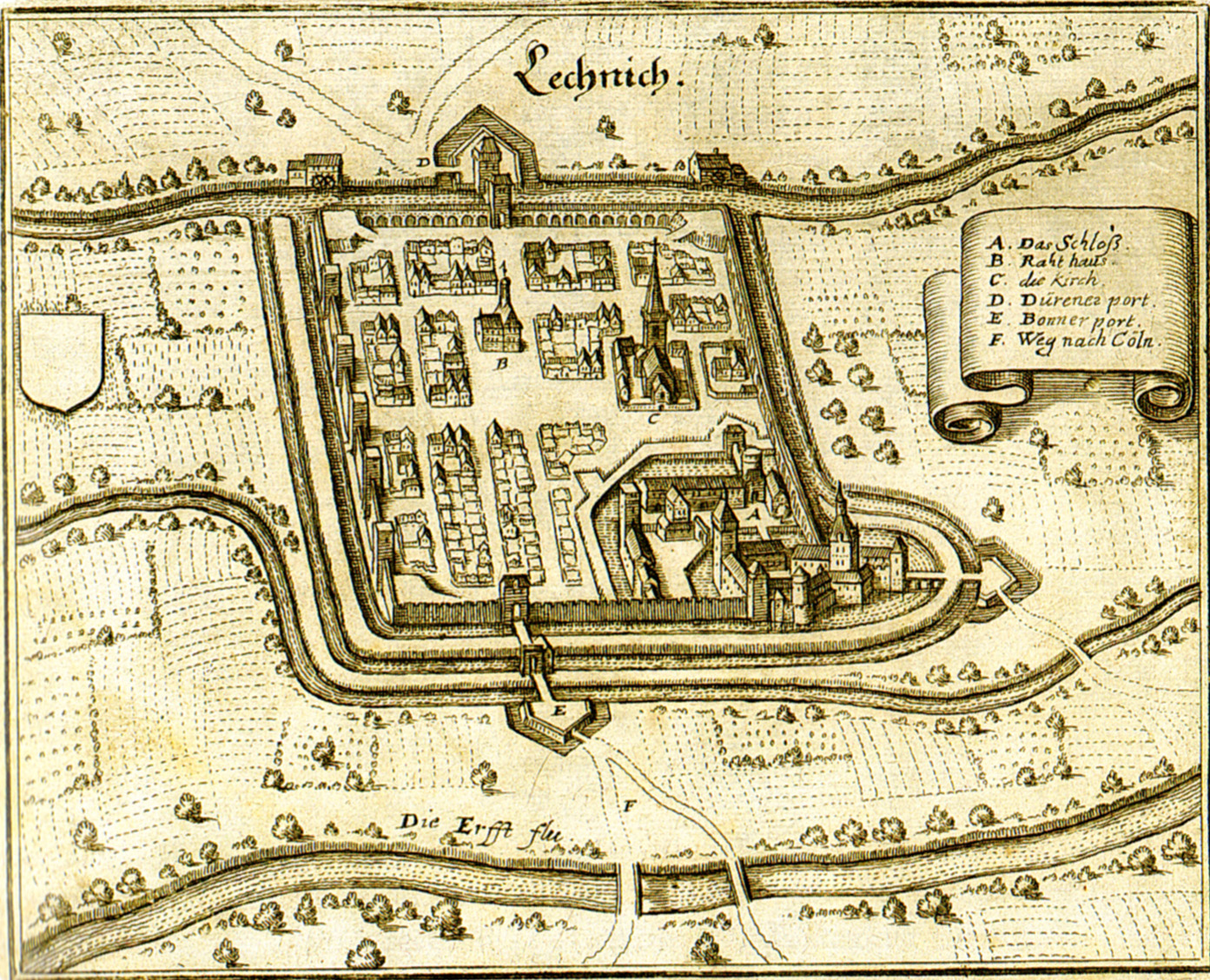
Lechenich 1646, nach Matthäus Merian

Am 28. Mai 1626 wurde Sophia Agnes von Langenberg im Auftrag des Kurfürsten vom Generalvikar persönlich ins kurfürstliche Schloss nach Lechenich gebracht und dort inhaftiert. Der Kellner erhielt Anweisung, für eine gute Unterkunft und Verpflegung Sorge zu tragen. Acht Monate verbrachte Sophia in einem beheizbaren Raum (als „Putzkammer“ bezeichnet) des Schlosses, dessen Teilbereich als Geistliches Haus bezeichnet wurde. Vom 24. Oktober 1626 bis zum 10. Januar 1627 (einen Tag nach der Inhaftierung Katharina Henots durch den Kölner Stadtrat) mussten auf Befehl des Kurfürsten ein Priester und sein Gehilfe Tag und Nacht durchgehend in ihrer Nähe sein, was enorme Kosten verursachte.
Kurfürst Ferdinand gab die Anweisung, mittels Tortur zu ermitteln. Er wollte jedoch nicht ohne Einverständnis des Heiligen Offiziums handeln. Als er im November 1626 das Schreiben erhielt, das ihn autorisierte, die Folter anzuwenden, begannen die Verhöre.

### Verhöre, Folter und Bezichtigungen

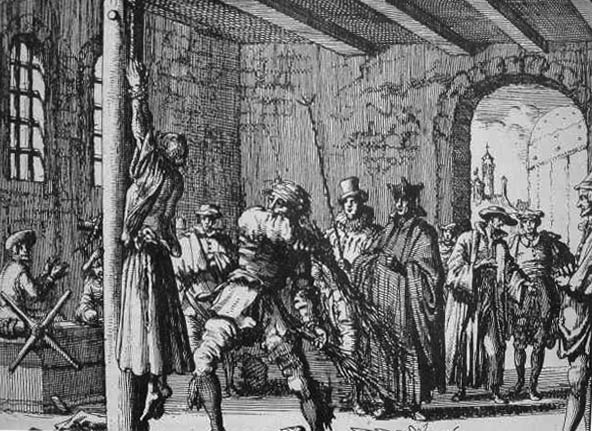
Peinliches Verhör

Die mit der Untersuchung des Falles beauftragten Schöffen des kurfürstlichen Hohen Weltlichen Gerichtes in Köln, Dr. Blankenberg und Dr. Romeswinkel, führten im direkten Auftrag des Kurfürsten mehrere Verhöre durch, zu denen die beiden Kommissare anreisten.
Unter der Folter bezichtigte Sophia die Kölner Postmeisterin Katharina Henot der Hexerei im Kloster St. Klara. Die Mitteilung des Kurfürsten Ferdinand an den Hofrat, die in Lechenich inhaftierte Langenbergerin habe Katharina Henot bezichtigt, mit ihr im Kloster St. Klara in Köln „Maleficia und Zauberwerk“ verübt zu haben, war für den kurfürstlichen Hofrat Anlass, am 11. Dezember 1626 die Anklage gegen Katharina Henot dem Offizial zu übergeben.
Die Anklage führte in Köln am 9. Januar 1627 zur Verhaftung Katharina Henots, die am 19. Mai 1627 in Köln Melaten hingerichtet wurde.
Katharinas Tochter Anna Maria Maints (Ordensname Franziska), Konventualin des Klosters St. Klara in Köln und Magd, wurde auf Befehl des Kurfürsten zur Gegenüberstellung vom 22. Januar 1627 bis Ende des Monats ebenfalls in Lechenich inhaftiert.

### Verurteilung, Hinrichtung und Bestattungsort

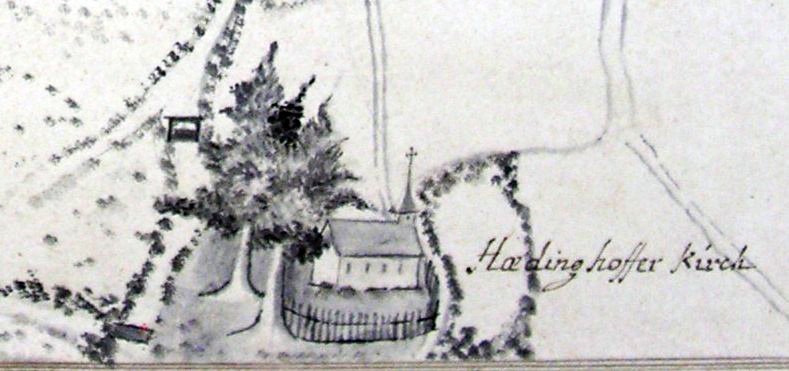
Heddinghoven, Flurkarte um 1752

Sophia von Langenberg wurde wegen Hexerei und anderer Exzesse zum Tode verurteilt. Verschiedenen einflussreichen Fürbittern gelang es nicht, ihre Verurteilung und Hinrichtung zu verhindern. Sie erreichten jedoch, dass die Klarissin nach der Hinrichtung nicht verbrannt, sondern beerdigt wurde. Sophia von Langenberg wurde am 30. Januar 1627 im Zwengell des Schlosses stranguliert und anschließend zu Hettikoven beerdigt.
In Heddinghoven lag damals um die Heddinghovener Kapelle der Begräbnisplatz für die Verstorbenen der Lechenicher Vororte Konradsheim und Blessem. Vermutlich ist Sophia an einem Platz außerhalb der Umfriedung beerdigt worden.

#### Vermerke
Die von den Klarissen verursachten Kosten hatte das Kloster St. Klara zu tragen. Die Rechnung für Sophia von Langenberg betrug insgesamt 1642 Gulden, für Franziska Henot 1841 Gulden. Die Rechnung für die nach Lechenich abkommandierten Kommissare betrug 1247 Gulden.

## Historische Bedeutung
Sophia von Langenberg gehörte zu den Personen, die – zumindest vorübergehend – zu Lebzeiten in ihrem Umfeld als Heilige verehrt wurden („lebende Heilige“). Da sie diesen Ruf nicht über ihren Tod hinaus erhalten konnte und die Kirche ihre Visionen nicht anerkannte, zählt sie zu den sogenannten falschen Heiligen.
Der Hexenprozess gegen Sophia Agnes von Langenberg gehörte neben dem Verfahren gegen Maria Renata Singer von Mossau zu den wenigen, in denen eine Geistliche als Hexe öffentlich angeklagt und auch hingerichtet wurde.
Regionalgeschichtlich begann mit ihr die Reihe der Hexenprozesse im kurkölnischen Amte Lechenich, denen ab 1627 zahlreiche Frauen und Männer zum Opfer fielen.